# Place des Vosges

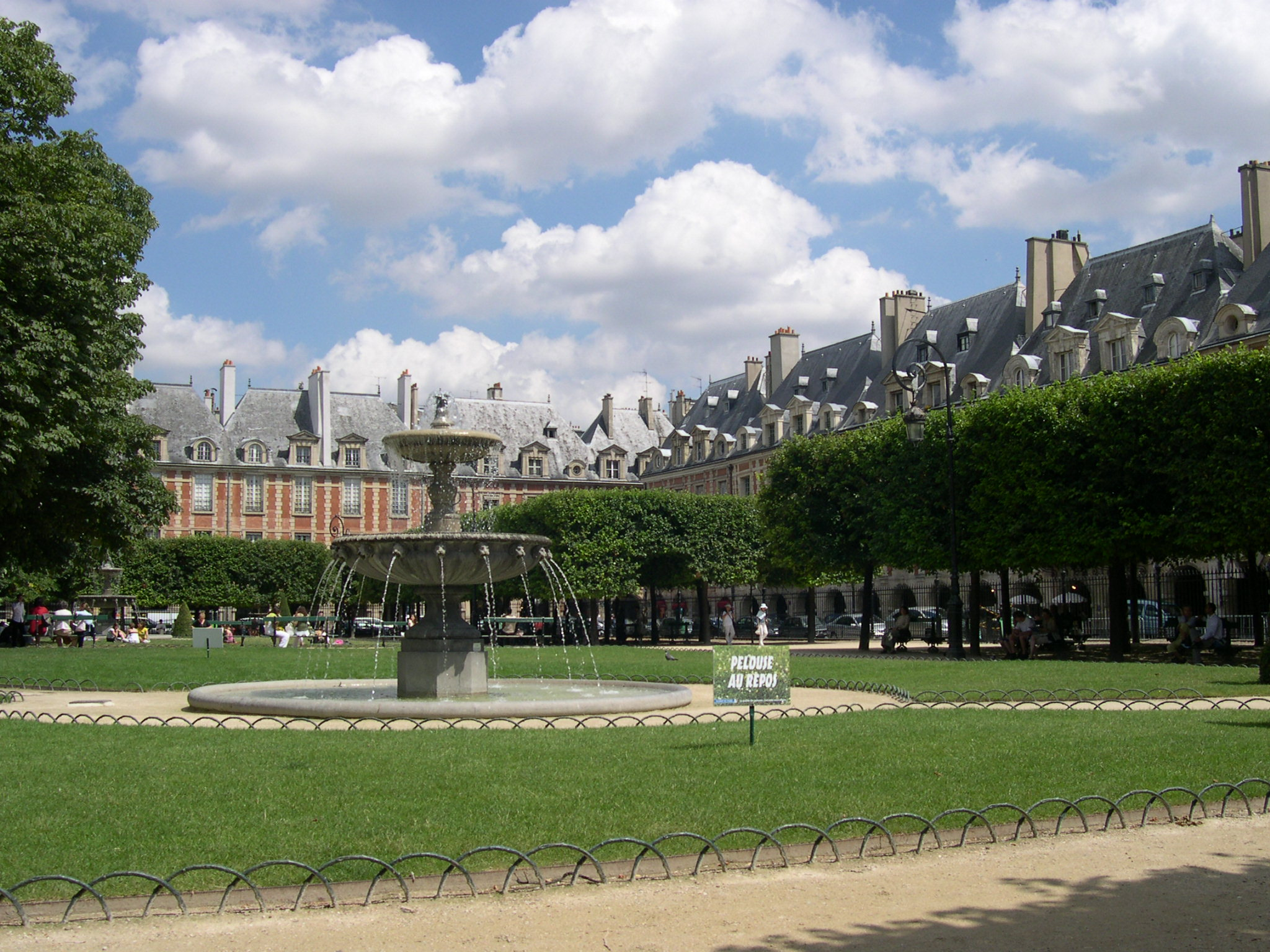
Place des Vosges.

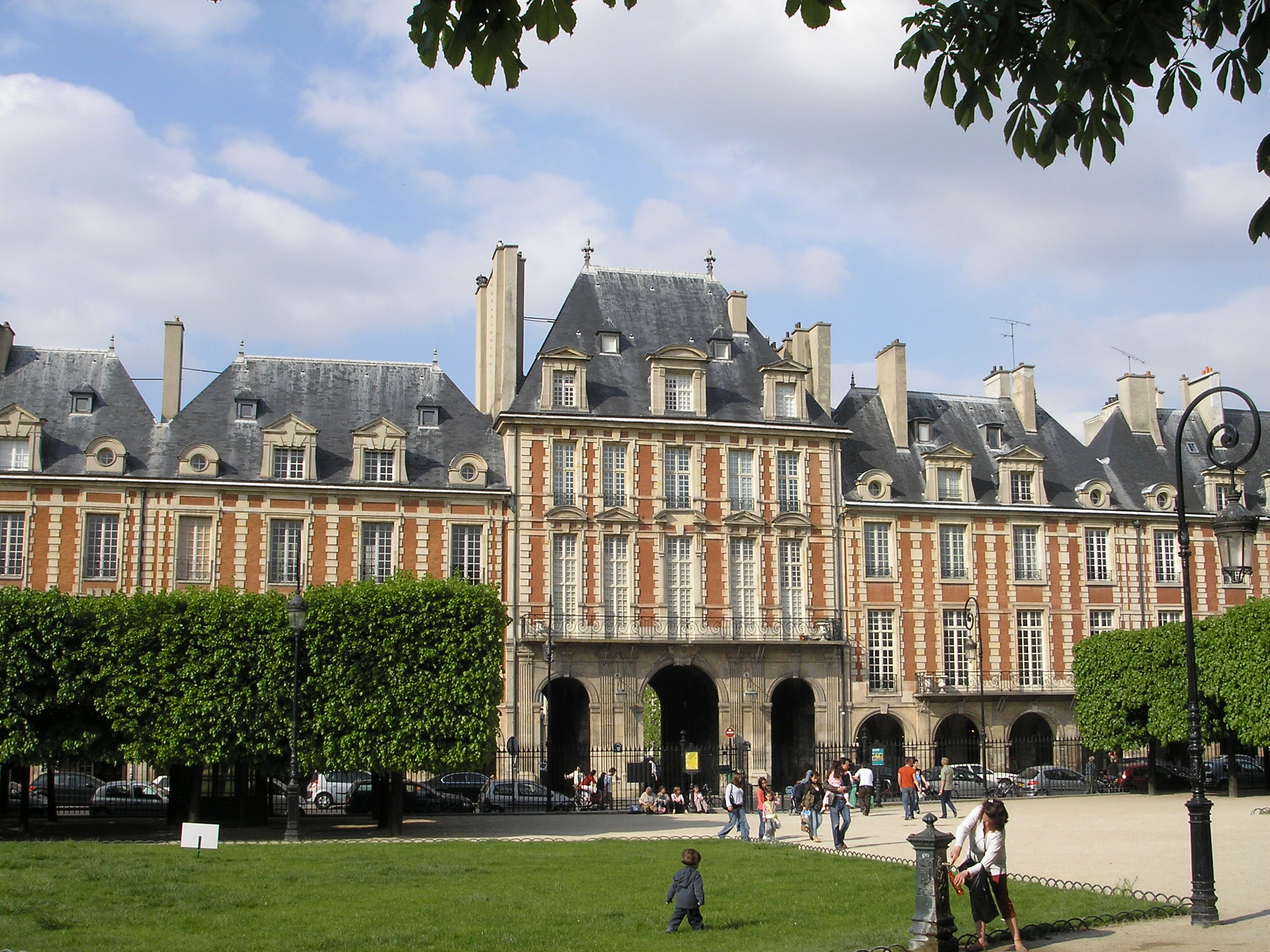
Pavillion de la Reine på Place des Vosges.

Place des Vosges, ursprungligen Place Royale, är ett torg på gränsen mellan 3:e och 4:e arrondissementet i Maraiskvarteren i Paris. Torget är uppkallat efter departementet Vosges i nordöstra Frankrike.
Torget, som omgärdas av 36 tegelhus med skiffertak och mansardfönster, uppfördes år 1615 för att hysa de tornerspel som ägde rum för att fira Ludvig XIII:s och Anna av Österrikes bröllop. Vid torget, som i guideböcker brukar kallas det mest romantiska torget i Paris, har flera kända personer bott: Madame de Sévigné, kardinal Richelieu och Victor Hugo. I nummer 6 är i dag Musée Victor Hugo inhyst.